# Mababe
Mababe is een dorp in het district North-West in Botswana. De plaats telt 230 inwoners (2011).